# Jan Dobřichovský z Dobřichova
Jan Dobřichovský z Dobřichova (1544 – 1583)byl český šlechtic, který pocházel z rodu Dobřichovských z Dobřichova.
Před rokem 1560 působil jako hejtman Jenštejnského panství. A v roce 1560 se Jan stal majitelem tohoto panství, které zahrnovalo ves a hrad Jenštejn, Ostrov, Šestajovice, Radonice, Křivenice a Ctěnice. Jan byl muž divoké povahy, kterému hrad pro dluhy a pokuty propadl.